# Ecologische groep
Een ecologische groep of oecologische groep geeft de omstandigheden aan waarin een soortengroep van planten met dezelfde standplaatsfactoren (de ecotoopkenmerken) voorkomt.
De hier gevolgde indeling gaat uit van ecotopen. De plantengemeenschap is ingedeeld naar vegetatiestructuur met een eerste onderverdeling naar beschikbaarheid van water, een tweede naar beschikbaarheid van mineralen en zuurgraad van de bodem (pH) en een derde voor bijzondere omstandigheden zoals op muren. Het geheel is een ecotypensysteem.

## Opbouw code
De volgende ecologische groepen worden onderscheiden:

### Vegetatiestructuur
G: Grasland
H: Bossen en struwelen
P: Pioniervegetatie
R: Ruigte
V: Verlandingsvegetatie
W: Watervegetatie

### Voorvoegsel
b = brak
z = zilt

### Eerste cijfer naar beschikbaarheid water
1 = aquatisch
2 = nat
4 = vochtig
6 = droog

### Tweede cijfer naar beschikbaarheid van mineralen en zuurgraad van de bodem
1 = voedselarm zuur
2 = voedselarm zwak zuur
3 = voedselarm basisch
4 = voedselarm
7 = matig voedselrijk
8 = zeer voedselrijk
9 = matig tot zeer voedselrijk

### Bijzondere omstandigheden
bij pioniervegetaties:
st= stuivend
ro = geroerd
tr = betreden
mu = muren
bij graslanden:
kr = kalkrijk
bij aquatische groepen:
sa = polysaproob

## Grasland
Grasland op:
Natte bodem:
- bG20: brakke bodem
- zG20: zilte bodem
- G21: voedselarme zure bodem.
- G22: voedselarme zwak zure bodem
- G23: voedselarme basische bodem
- G27: matig voedselrijke bodem
- G28: zeer voedselrijke bodem

Vochtige bodem:
- G41: voedselarme zure bodem
- G42: voedselarme zwak zure bodem
- G43: voedselarme basische bodem
- G47: matig voedselrijke bodem
  - G47kr: matig voedselrijke kalkrijke bodem

- G48: zeer voedselrijke bodem

Droge bodem:
- G61: voedselarme zure bodem
- G62: voedselarme zwak zure bodem
- G63: voedselarme basische bodem
- G64: voedselarme bodem
- G67: matig voedselrijke bodem
- G68: zeer voedselrijke bodem

## Bossen en struwelen
Bossen en struwelen op:
Vochtige bodem:
- H42: voedselarme zwak zure bodem.
- H43: voedselarme basische bodem
- H47: matig voedselrijke bodem
- H48: zeer voedselrijke bodem

Droge bodem:
- H61: voedselarme zure bodem
- H62: voedselarme zwak zure bodem
- H63: voedselarme basische bodem
- R64: voedselarme bodem
- H69: voedselrijke bodem

## Pioniervegetatie
Pioniervegetatie op:
Natte bodem:
- bP20: brakke bodem
- zP20: zilte bodem
- P21: voedselarme zure bodem
- P22: voedselarme zwak zure bodem
- P23: voedselarme basische bodem
- P27: matig voedselrijke bodem
- P28: zeer voedselrijke bodem

Vochtige bodem:
- P40mu: muren
- P41: voedselarme zure bodem
- P42: voedselarme zwak zure bodem
- P43: voedselarme basische bodem
- P47: matig voedselrijke bodem
  - P47kr: matig voedselrijke kalkrijke bodem

- P48: zeer voedselrijke bodem
  - P48tr: zeer voedselrijke betreden bodem

Droge bodem:
- P60mu: muren
- P61: voedselarme zure bodem
- P62: voedselarme zwak zure bodem
- P63: voedselarme basische bodem
  - P63ro: voedselarme basische, oppervlakkig geroerde bodem

- P64: voedselarme bodem
- P67: matig voedselrijke bodem
- P68: zeer voedselrijke bodem

## Ruigte
Ruigte op:
Natte bodem:
- bR20: brakke bodem
- zR20: zilte bodem
- R21: voedselarme zure bodem.
- R22: voedselarme zwak zure bodem
- R23: voedselarme basische bodem
- R27: matig voedselrijke bodem
- R28: zeer voedselrijke bodem

Vochtige bodem:
- R41: voedselarme zure bodem
- R42: voedselarme zwak zure bodem
- R43: voedselarme basische bodem
- R47: matig voedselrijke bodem
- R48: zeer voedselrijke bodem

Droge bodem:
- R61: voedselarme zure bodem
- R62: voedselarme zwak zure bodem
- R63: voedselarme basische bodem
- R64: voedselarme bodem
- R67: matig voedselrijke bodem
- R68: zeer voedselrijke bodem

## Verlandingsvegetatie
Verlandingsvegetatie in
V11: voedselarm zuur water
V12: voedselarm zwak zuur water
V17: matig voedselrijk water
V18: zeer voedselrijk water
- V18sa: zeer voedselrijk polysaproob water

## Watervegetatie in ondiep voedselarm zuur water
Watervegetatie in 
W11: ondiep voedselarm zuur water
W12: ondiep voedselarm zwak zuur water
W17: ondiep matig voedselrijk water
W18: ondiep zeer voedselrijk water
- W18sa: ondiep zeer voedselrijk polysaproob water